# Laphria horrida
Laphria horrida är en tvåvingeart som beskrevs av Walker 1855. Laphria horrida ingår i släktet Laphria och familjen rovflugor. Inga underarter finns listade i Catalogue of Life.